# Moorgate (metropolitana di Londra)
Moorgate è una stazione della metropolitana di Londra, servita dalle linee Circle, Hammersmith & City, Metropolitan e Northern.

## Storia

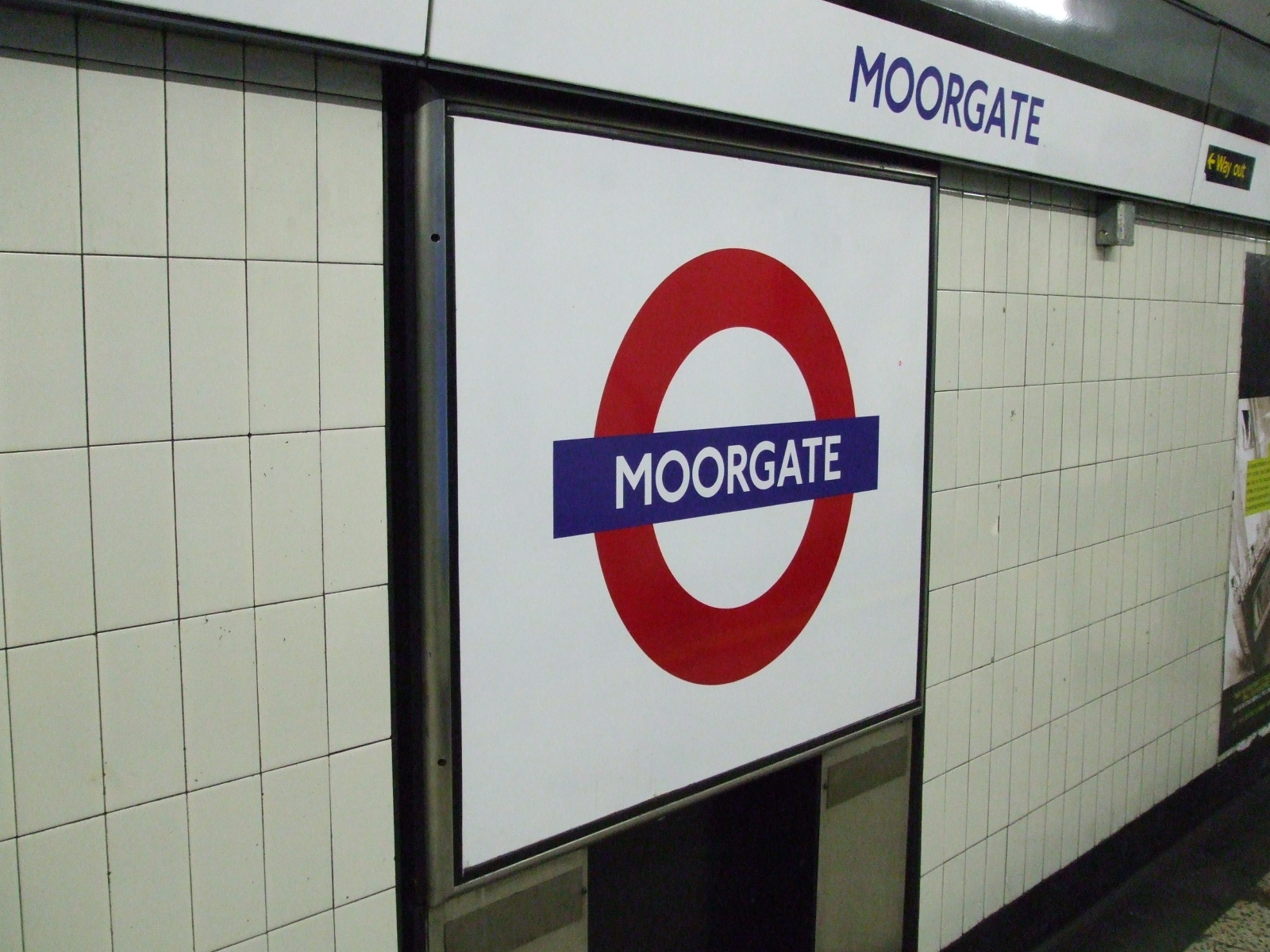
Logo della Metropolitana di Londra sulla piattaforma della Northern line.

La stazione è stata aperta, per la prima volta, dalla Metropolitan Railway nel dicembre del 1865, quando si estendeva lungo il suo percorso originale tra Paddington e Farringdon.
I binari della Northern line sono stati aperti dalla City & South London Railway (C&SLR) nel febbraio del 1900 e la stazione è stata denominata come Moorgate Street. Questa stazione era il capolinea settentrionale dei servizi provenienti da Stockwell, a sud del Tamigi. La linea è stata estesa verso Angel l'anno successivo.
La stazione di Moorgate è stata completamente rinnovata a livello dei binari e a livello stradale negli anni sessanta. Il riallineamento delle banchine di 460 metri ha permesso il raddrizzamento della linea per Barbican, spostandola verso sud, per facilitare lo sviluppo del Barbican Estate.

### Progetti
Il progetto del Crossrail prevede che la biglietteria occidentale della futura stazione di Liverpool Street sarà situata appena a est della stazione di Moorgate. Al contempo sarà realizzato un interscambio che permetterà di collegare Moorgate alla linea Central, a Liverpool Street.

## Strutture e impianti
Si trova all'interno della Travelcard Zone 1.

## Interscambi
Funge anche da stazione ferroviaria di Moorgate di National Rail.
Nelle vicinanze della stazione effettuano fermata numerose linee urbane automobilistiche, gestite da London Buses.
- Stazione ferroviaria (Moorgate)
- Fermata autobus

## Servizi
La stazione dispone di:
- Biglietteria a sportello
- Biglietteria automatica
- Sportello bancomat
- Telefono pubblico
- Stazione video sorvegliata